# Hispano-Amerika

Spaanstaligen in Noord- en Zuid-Amerika
> 50%
> 30%
> 20%
> 10%
> 5%
> 2%

Hispano-Amerika of Spaans-Amerika (Spaans: Hispanoamérica) is de benaming voor de landen van het Amerikaanse continent waar Spaans de belangrijkste taal is. Deze landen hebben belangrijke raakvlakken met elkaar en met Spanje, waarvan ze vroeger de koloniën van waren.
Rooms-katholicisme is de overheersende religie.
Naast het Spaans hebben soms een of meer inheemse talen een officiële status, zoals Guaraní, Quechua, Aymara of Maya.

## Ibero-Amerika en Latijns-Amerika
Ibero-Amerika is een begrip dat naast Hispano-Amerika ook het Portugeessprekende Brazilië omvat. Latijns-Amerika voegt daar de Franssprekende landen bij.

## Landen
| - Argentinië - Bolivia - Chili - Colombia - Costa Rica - Cuba - Dominicaanse Republiek | - Ecuador - El Salvador - Guatemala - Honduras - Mexico - Nicaragua | - Panama - Paraguay - Peru - Puerto Rico - Uruguay - Venezuela |

Noord-Amerika ·
Midden-Amerika (Centraal-Amerika) ·
Zuid-Amerika

Anglo-Amerika ·
Franco-Amerika ·
Ibero-Amerika ·
(Hispano-Amerika ·
Portugees-Amerika) ·
Latijns-Amerika

Antillen ·
Caraïben ·
Guyana ·
Meso-Amerika ·
West-Indië ·
Zuidkegel